# Hora H (jornal)
O jornal Hora H é um periódico localizado em Nova Iguaçu, Rio de Janeiro.

## Prêmio
Prêmio ExxonMobil de Jornalismo (Esso)
- 1996: Esso Regional Sul, concedido a Vânia Welte, pela obra "AS BRUXAS DE GUARATUBA"[2]